# Mihama (Wakayama)
Mihama (美浜町 Mihama-chō?) es un pueblo localizado en la prefectura de Wakayama, Japón. En junio de 2019 tenía una población estimada de 7.042 habitantes y una densidad de población de 551 personas por km². Su área total es de 12,77 km².

## Geografía

### Localidades circundantes
- Prefectura de Wakayama
  - Gobō
  - Hidaka

## Demografía
Según los datos del censo japonés, esta es la población de Mihama en los últimos años.
| Año del censo | Población |
| ------------- | --------- |
| 1995          | 8.919     |
| 2000          | 8.802     |
| 2005          | 8.462     |
| 2010          | 8.077     |
| 2015          | 7.480     |